# Comté de Tumbarumba
Le comté de Tumbarumba (en anglais : Tumbarumba Shire) est une ancienne zone d'administration locale située dans l'État de Nouvelle-Galles du Sud en Australie. 
Établi dans la Riverina, au pied des Snowy Mountains, il était limitrophe de l'État de Victoria au sud. Il comprenait les villes de Tumbarumba, Jingellic, Khancoban, Rosewood et Tooma.
Le 12 mai 2016, il est supprimé et fusionne avec le comté de Tumut pour former la nouvelle zone d'administration locale des vallées Snowy.